# Tyrus Thomas
Tyrus Wayne Thomas (ur. 17 sierpnia 1986 w Baton Rouge) – amerykański koszykarz występujący na pozycjach silnego skrzydłowego lub środkowego. 
Przed karierą w NBA grał na uczelni LSU z Luizjany. W 2006 zgłosił się do Draftu NBA i został wybrany z numerem 4 przez Chicago Bulls, grał tam do połowy sezonu 2009/2010, gdy został wymieniony do Charlotte Bobcats za Flipa Murraya i Acie Lawa oraz wybór w drafcie w 1 rundzie.

## Osiągnięcia
Na podstawie, o ile nie znaleziono inaczej.
- Uczestnik NCAA Final Four (2006)
- Mistrz sezonu regularnego konferencji Southeastern (SEC – 2006)
- Obrońca roku konferencji SEC (2006)[2]
- Najlepszy pierwszoroczny zawodnik SEC (2006)[3]
- Zaliczony do:
  - I składu najlepszych pierwszorocznych zawodników SEC (2006)
  - II składu SEC (2006)

NBA
- Zaliczony do II składu debiutantów NBA (2007)[4]
- Uczestnik konkursu wsadów NBA (2007)
- Lider play-off w średniej bloków (2009)[5]